# Mäntyharju
Mäntyharju este o comună din Finlanda.